# Gastronomía indígena
La gastronomía indígena o cocina indígena puede hacer referencia a las prácticas culinarias realizadas por los indígenas de un país o región en particular, como también a las especies nativas, de origen animal o vegetal, empleadas como ingredientes en recetas de cocina, ya sea en la elaboración de platos típicos o en la creación de nuevos. No debe ser confundida con la cocina fusión, que si bien puede incorporar elementos gastronómicos indígenas, no necesariamente lo son del todo. 

## Cocina indígena por regiones

### América del Norte
Son especies endémicas utilizadas popularmente por los pueblos nativos de los Estados Unidos y de los amerindios de Canadá: el arándano, el pavo, algunas especies de bellotas, además de los tres principales cultivos de los indígenas norteamericanos conocidos como «las tres hermanas»: La calabaza, el maíz y el frijol. Según el restaurador Shawn Adler, uno de los desafíos es la conciencia pública. "La gente entiende qué es la comida tailandesa, qué es la comida italiana, qué es la comida china, qué es la comida etíope", dijo. "Pero la gente no entiende realmente qué es la cocina indígena".
Algunos chefs nativos de los Estados Unidos que usan ingredientes indígenas en platos tradicionales se oponen a referirse a la cocina indígena como una "tendencia". Sean Sherman, miembro de Oglala Lakota y activista indígena de alimentos, dijo: "No es una tendencia. Es una forma de vida". Vincent Medina, miembro de la tribu Muwekma Ohlone, sirve brownies de harina de bellota, un plato no tradicional hecho con ingredientes indígenas, en su Café Ohlone by Mak-'amham.
En México, la preparación de diversos platos de frijoles son conocidos por ser propios de los indígenas mexicanos, así como el consumo de algunos insectos, como los xumilines, una especie de chinche. Asimismo, en algunas comunidades indígenas del sur de México se preserva la elaboración del chocolate (xocolatl en náhuatl) como lo hacían en las culturas mesoamericanas precolombinas.

### América Central y El Caribe
En países centroamericanos y caribeños, como El Salvador y República Dominicana, cocineros están incorporando elementos de las cocinas indígenas en la elaboración de nuevos platos, tanto de especies endémicas como de sus platos tradicionales.
En El Salvador, la cocina indígena es un "movimiento emergente... compuesto por jóvenes chefs que están integrando alimentos tradicionales en la cocina contemporánea", según NPR. Fátima Mirandel dijo: "Tomamos ingredientes viejos de las áreas agrícolas y los combinamos de nuevas maneras. El sabor es nuevo y emocionante para nuestra generación, y trae una avalancha de buenos recuerdos para las personas mayores".

### Australia
En Australia, la cocina aborigen está experimentando un resurgimiento, tanto por parte de cocineros descendientes de los aborígenes australianos como también de otras etnias, quienes elaboran platos tradicionales y nuevos con productos endémicos de Oceanía, como el bush food.